# Cournon, Morbihan
Cournon är en kommun i departementet Morbihan i regionen Bretagne i nordvästra Frankrike. Kommunen ligger i kantonen La Gacilly som tillhör arrondissementet Vannes. År 2022 hade Cournon 805 invånare.

## Befolkningsutveckling
Antalet invånare i kommunen Cournon
| Referens: INSEE |